# Still (The Walking Dead)
«Aun» —título original en inglés: «Still»— es el decimosegundo episodio de la cuarta temporada de la serie de televisión de horror, posapocalíptica The Walking Dead, La cadena AMC lo emitió en los Estados Unidos, el 2 de marzo de 2014, la cadena FOX hizo lo propio en España e Hispanoamérica el día 03 del mismo mes, respectivamente. Este episodio fue escrito por Angela Kang y dirigido por Julius Ramsey.
Daryl Dixon (Norman Reedus) y Beth Greene (Emily Kinney) exploran el bosque, encontrando un club de campo y una vieja cabaña que Daryl había descubierto previamente, donde beben alcohol ilegal y aprender más información personal sobre el otro. Es el primer episodio de la serie que presenta solo a dos de los personajes principales, que por casualidad no tienen contrapartidas del cómic.

## Trama
Daryl (Norman Reedus) y Beth (Emily Kinney) se han reagrupado después de huir de la prisión. Después de algunos días de viaje, Beth le dice a Daryl que quiere tomar un trago de alcohol, algo que su padre Hershel se negó a permitirle hacer. Daryl no responde y ella se va sola, pero se encuentra con un grupo de caminantes. Daryl corre para rescatarla, aunque Beth se queja de que podría cuidarse sola. Mientras viajan, llegan a un club de campo. Al defenderse de los caminantes mientras luchan contra ellos en la tienda de golf y la casa club, eventualmente llegan al bar, donde Beth encuentra una botella de durazno medio llena con aguardiente. Ella le pregunta a Daryl si es algo bueno para beber y él dice "No". Daryl luego toma y rompe la botella, diciéndole que no es bueno y que si va a tomar un primer trago, debe ser algo mejor que eso.
Se van de la casa club hacia una casa destartalada que Daryl había encontrado antes mientras estaba con Michonne. Después de asegurar el área, Daryl saca un botellón de Moonshine para Beth. Beth duda, ya que su padre le había dicho que el tipo incorrecto de esa clase de bebida podría hacer que se quedara ciega. Daryl le asegura que este es un buen alcohol ilegal. Mientras bebe, trata de alentar a Daryl a unirse a ella, pero él se niega, deseando mantenerse sobrio para protegerlos. Sin embargo, eventualmente sucumbe cuando Beth lo hace participar en el juego del "Yo nunca", durante el cual Beth desafía a Daryl de una manera dolorosa. En su intoxicación, se vuelve molesto y beligerante. Arrastra a Beth hacia donde se acerca un caminante y usa su ballesta para sujetarla a un árbol; Luego trata de enseñarle a Beth cómo usar la ballesta para matar, pero Beth insiste en usar su cuchillo. Los dos comienzan a discutir, Daryl llama a Beth una "chica universitaria tonta", mientras que Beth acusa a Daryl de no preocuparse más. Daryl se desmorona, creyéndose responsable de la muerte de Hershel ya que no había logrado matar a El Gobernador cuando tuvo la oportunidad. Beth abraza a Daryl mientras llora.
Después de un tiempo, un Daryl más sobrio le cuenta a Beth sobre los tiempos difíciles entre él y Merle cuando eran niños. Beth le da confianza de que sobrevivirá y que necesita dejar atrás su pasado o eso lo matará. Juntos acuerdan incendiar la casa como una forma figurativa de avanzar. Observan desde la distancia cómo la casa se incendia, riéndose y volteándose antes de darse la vuelta y marcharse.

## Producción
"Still", fue escrito por Angela Kang y dirigida por el editor de la serie Julius Ramsay, que marca su debut como director.
Este episodio se centra exclusivamente en los personajes de Daryl Dixon (Norman Reedus) y Beth Greene (Emily Kinney).
Andrew Lincoln (Rick), Steven Yeun (Glenn), Lauren Cohan (Maggie), Danai Gurira (Michonne), Chandler Riggs (Carl), y Melissa McBride (Carol) están todos acreditados, pero no aparecen. Chad L. Coleman (Tyreese), Sonequa Martin-Green (Sasha) y Lawrence Gilliard Jr. (Bob) también están ausentes, pero se acreditan como protagonistas.

## Recepción

### Audiencia
Tras la transmisión, el episodio fue visto por 12.61 millones de televidentes estadounidenses, recibiendo una calificación de 18-49 de 6.4. Esto presentó una ligera disminución en las calificaciones del episodio anterior, pero aun así presentó fuertes calificaciones frente a los 86 ° Premios de la Academia. El espectáculo se colocó primero en general en la televisión por cable.

### Recepción crítica
Roth Cornet de IGN dio al episodio una reseña positiva, alabando principalmente el desarrollo del personaje de Daryl y Beth, y le dio al episodio un puntaje de 8.5 de 10. Comentó que el episodio presentaba "algunos de los más fundamentados y momentos interesantes de la temporada "y alabó los elementos de terror, particularmente la secuencia de apertura, llamándola" evocadora "y" muy satisfactoria, espeluznante."
Zack Handlen de  The A.V. Club calificó el episodio como "B". Notó el ritmo más lento del episodio, sin avances en la trama, pero disfrutó del desarrollo del personaje. Comentó positivamente sobre la secuencia de apertura, así como sobre la escena final. En general, escribió, el episodio "tiene sus momentos, pero la falta de progreso progresivo y la incapacidad de convertir la ambición de autor en resultados efectivos, evita que sea un éxito".